# Dive Deep
Dive Deep — шестой студийный альбом британской трип-хоп команды Morcheeba, выпущенный в 2008 году, второй студийный альбом без певицы Скай Эдвардс (Skye Edwards).

## Об альбоме
Как утверждается на официальном сайте Morcheeba, Dive Deep аккомпанируют много приглашённых артистов, таких как Judie Tzuke, Thomas Dybdahl из Норвегии, рэпер Cool Calm Pete и Manda — французская певица, связавшаяся с братьями Годфри через Myspace, утверждая, что спеть с Morcheeba — это её мечта.
Для продвижения альбома Morcheeba проехали тур по Северной Америке, стартовав 24 марта из Вашингтона и завершив тур 13 апреля 2008 года в Лос-Анджелесе.

## Список композиций
1. «Enjoy the Ride» (feat. Judie Tzuke) — 4:04
2. «Riverbed» (feat. Thomas Dybdahl) — 5:24
3. «Thumbnails» — 2:35
4. «Run Honey Run» (feat. Bradley) — 3:44
5. «Gained the World» (feat. Manda) — 2:56
6. «One Love Karma» (feat. Cool Calm Pete) — 3:32
7. «Au-delà» (feat. Manda) — 2:15
8. «Blue Chair» (feat. Judie Tzuke) — 4:07
9. «Sleep on It» (feat. Thomas Dybdahl) — 5:34
10. «The Ledge Beyond the Edge» — 2:03
11. «Washed Away» (feat. Thomas Dybdahl) — 4:23

## Участники записи
- Ross Godfrey (акустическая гитара, электрическая гитара, банджо, пианино, клавинет, синтезатор, бас-гитара)
- Paul Godfrey (барабаны, звуковые эффекты, скрэтчи)
- Thomas Dybdahl (вокал, акустическая гитара, пианино, бас-гитара)
- Bradley Burgess (вокал, гитара, бас-гитара)
- Judie Tzuke, Cool Calm Pete (вокал)
- The Mak Of All Trades (флейта)
- Dan Goldman (Fender Rhodes piano, synthesizer, бас-гитара)
- Martin Carling (барабаны)
- Manda (вокал)